# Prekolumbijskie kontakty z Ameryką

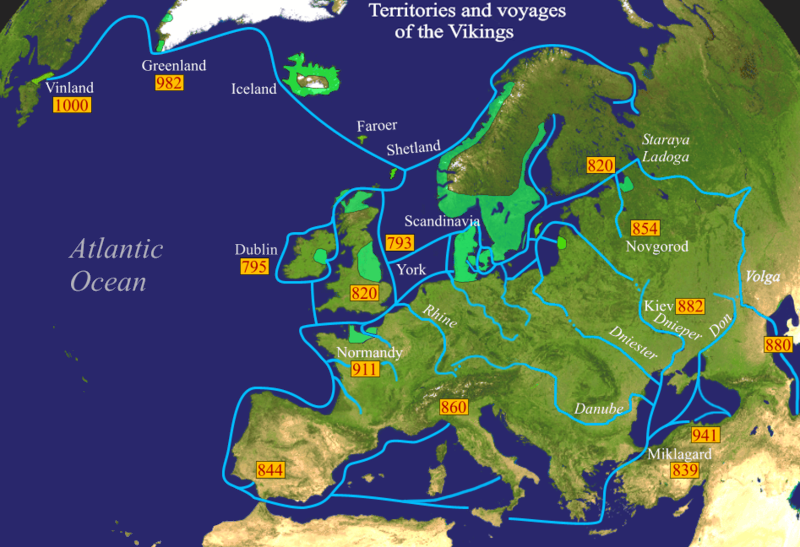
Główne trasy ekspansji wikingów, w tym w kierunku Ameryki Północnej

Prekolumbijskie kontakty z Ameryką – termin odnoszący się do kontaktów pomiędzy mieszkańcami obu Ameryk a ludźmi z innych kontynentów, które miały mieć miejsce przed odkryciem Ameryki przez Krzysztofa Kolumba w 1492 roku (t.j. w dowolnym czasie ery prekolumbijskiej). Badania, które miały miejsce w latach 2004–2009, wskazują, że najwcześniejsze migracje do Ameryk mogły mieć miejsce przy wykorzystaniu łodzi, a podróż miałaby wieść od pasa lądu zwanego Beringią w kierunku południowym, wzdłuż wybrzeży Oceanu Spokojnego. Podróże te miały odbywać się w zbliżonym czasie, lub nawet wcześniej niż lądowe wędrówki przez pomost lądowy Beringii, który w czasie zlodowacenia miał łączyć Syberię z Alaską. To, czy taka transoceaniczna podróż miała miejsce w odległych dziejach, powodując prekolumbijski kontakt pomiędzy mieszkańcami Ameryk a podróżnikami z innych kontynentów, jest przedmiotem dyskusji. Jednak topniejące lodowce ok. 16 500 lat temu doprowadziły do zatopienia osad znajdujących się na wybrzeżu obu Ameryk, co uniemożliwia jednoznaczną ocenę miejsca pochodzenia i trybu życia ich mieszkańców. 
Zaledwie kilka przypadków prekolumbijskich kontaktów jest szeroko akceptowanych przez uznanych naukowców i akademików. Odkrycia archeologiczne na Alasce potwierdziły, że ludy Jupik i Aleuci zamieszkujący obie strony cieśniny Beringa miały ze sobą kontakt, oraz że dochodziło do wymiany dóbr z Eurazją. Również morskie wyprawy wikingów ze Skandynawii w X wieku doprowadziły do kolonizacji Grenlandii oraz próby kolonizacji na terenach Nowej Fundlandii w dzisiejszej Kanadzie. Wyprawy dokonane przez wikingów miały miejsce o ponad 500 lat wcześniej niż wyprawy Kolumba. Do kontaktów prekolumbijskich przypisać można kontakty ludzi zamieszkujących zachodnie wybrzeża Ameryki Południowej ze wschodnimi Polinezyjczykami, na co wskazują badania genetyczne tych drugich, wskazując przybliżoną datę kontaktu na rok 1200 naszej ery. 
Stanowiska środowisk naukowych i akademickich wobec teorii prekolumbijskich transoceanicznych kontaktów z Ameryką są zróżnicowane. Część z nich publikuje swoje badania i analizy w recenzowanych i uznanych czasopismach naukowych. Są jednak stanowiska oparte jedynie na przypadkowej i niejednoznacznej interpretacji znalezisk archeologicznych, odkryciu rzekomych niepasujących artefaktów, powierzchownych porównaniach kulturowych, komentarzach w dokumentach historycznych, bądź podaniach. Są one odrzucane jako twierdzenia będące na pograniczu nauki, pseudoarcheologii lub pseudohistorii.